# استیون استریت
استیون استریت (انگلیسی: Steven Strait؛ زادۀ ۲۳ مارس ۱۹۸۶) بازیگر اهل ایالات متحدۀ آمریکا است. وی از سال ۲۰۰۱ میلادی تاکنون مشغول فعالیت بوده‌است.
از فیلم‌هایی که وی در آن نقش داشته است، می‌توان به ۱۰٬۰۰۰ پیش از میلاد، کشف‌نشده، میثاق و جزیره شهر و همچون زندگی اشاره کرد.